# Fitocenoza

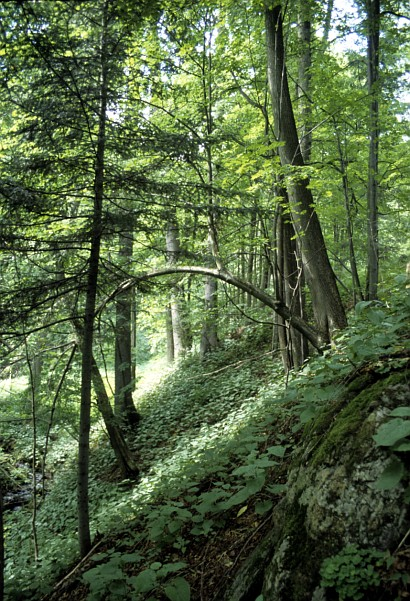
Przykład fitocenozy leśnej klasyfikowanej do zespołu jaworzyna miesiącznicowa Lunario-Aceretum pseudoplatani

Fitocenoza (biocenoza roślinna) – zbiorowisko roślinne wchodzące w skład określonej biocenozy i stanowiące w jej obrębie wyodrębniające się, niepowtarzalne zjawisko przyrodnicze. Fitocenoza jest podstawową jednostką roślinności. Jest bytem realnym w odróżnieniu od abstrakcyjnego zespołu roślinnego. Cechą wyróżniającą konkretną fitocenozę jest inna niż w sąsiedztwie kombinacja gatunków roślin zorganizowanych w zbiorowisko w podobnych warunkach ekologicznych, biogeograficznych i historycznych. 
Do najważniejszych zagadnień związanych z badaniem fitocenoz należą:
- dynamika fitocenozy (proces wymiany gatunków i różnicowania roślinności),
- stabilność fitocenozy (równowaga dynamiczna),
- struktura przestrzenna fitocenozy (pionowa-warstwowa i pozioma-mozaikowa).